# Casa de Llar
La Casa de Llar, anomenada d'Agnès de Llar com a reclam turístic, és un edifici de la vila de Vilafranca de Conflent, a la comarca del Conflent, de la Catalunya del Nord. Està inventariat com a monument històric. S'hi va celebrar una històrica reunió dels líders dels partidaris de la reintegració de la Catalunya del Nord al conjunt de Catalunya, poc després del Tractat dels Pirineus, amb participació de miquelets procedents de la Catalunya del Sud.
Està situat en el número 53 del carrer de Sant Joan, en el sector central - nord-oriental de la vila. Li correspon la parcel·la cadastral 308.
És un edifici amb elements des del començament del segle xiii fins ben entrat el XIV. Té un llarg ràfec de 6,53 m, i és obrat amb pedra tallada a la planta baixa, finament treballada amb l'escoda, i amb còdols als pisos. Hi ha dues arcades lleugerament apuntades, d'1,85 m d'amplada, amb arestes vives i dovelles extradossades, amb clau de volta. Al primer pis, un dintell de finestra de marre rosa, del segle xiv.

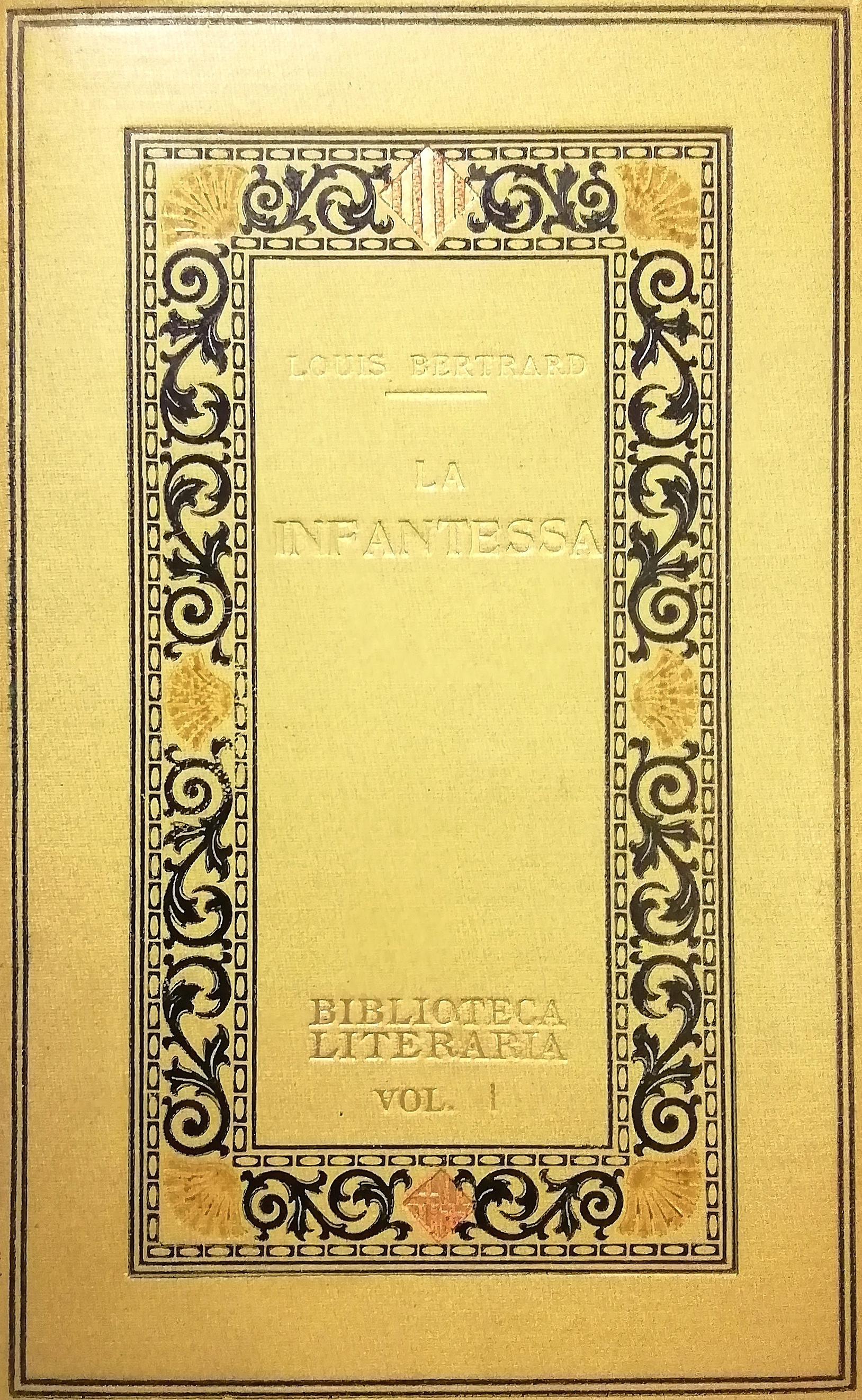
L'escriptor francès Louis Bertrand va escriure la novel·la històrica La Infantesa (L'Infante) inspirat en la llegenda d'Agnès de Llar l'any 1920

Quinze anys després que el Rosselló passés a formar part del Regne de França, els líders nord-catalans contraris a la integració en el Regne de França, amb el suport dels Miquelets, una milícia per reforçar l'exèrcit regular, es van reunir en aquesta casa amb conspiradors de la comarca que pretenien reunificar els territoris catalans. És el que es coneix com a Conspiració de Vilafranca. Una noia anomenada Agnès, de divuit anys, enamorada d'un oficial francès, el tinent de rei de la plaça, senyor de Parlan, filla d'un dels dirigents de la conspiració, va revelar la trama que pretenia assetjar les guarnicions franceses de la Catalunya del Nord. Els francesos van executar el seu pare, Carles de Llar i Teixidor, i la família es va refugiar a la Catalunya del Sud, amb la noia, Agnès de Llar i de Pasqual-Cadell, ingressada en un convent i rebutjada per la família pròpia.